# Musée Vent Haven

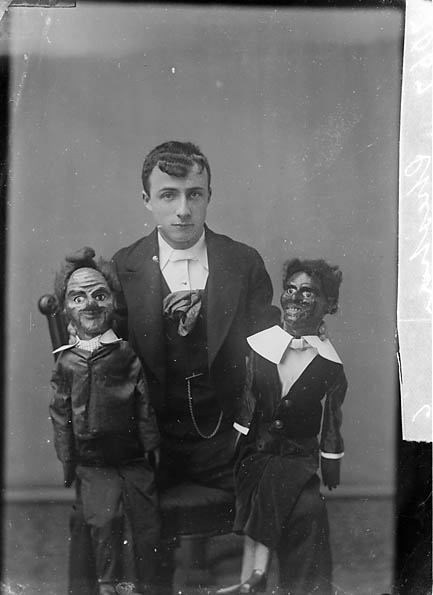
Un ventriloque (au centre) et ses marionnettes, vers 1885, au pays de Galles.

Le musée Vent Haven est le seul musée au monde de personnages et de souvenirs ventriloques. Sa collection contient plus de 900 figures ventriloques de vingt pays ainsi que des centaines de photographies et d'autres pièces de souvenirs liées à la ventriloquie, y compris des répliques de figures utilisées par Edgar Bergen. 
Le musée est situé à Fort Mitchell dans le Kentucky, huit kilomètres au sud de Cincinnati. Il a ouvert en 1973. Il l'est de façon saisonnière du 1er mai au 30 septembre sur réservation seulement. Il est également ouvert à ceux qui participent à la convention de Vent Haven.
Le musée Vent Haven a été fondé par William Shakespeare Berger, un homme d'affaires de Cincinnati et ventriloque amateur. Berger a amassé la collection des années 1930 jusqu'à sa mort en 1973. 